# Avenue Victoria (Montréal)
Pour Avenue Victoria (Paris), voir Avenue Victoria.
L'avenue Victoria (aussi appelée rue Victoria) est une voie de Montréal.

## Situation et accès
D'orientation nord-sud cette avenue passe dans Westmount et dans le quartier Côte-des-Neiges. 
La première partie de l'avenue Victoria, au sud, se trouve dans la ville de Westmount. Cette portion de la rue se trouve à être résidentielle dans un des secteurs les plus riches de l'île de Montréal. La rue compte trois voies et est un sens unique en direction sud. À partir de la limite entre la ville de Westmount et celle de l'arrondissement Côte-des-Neiges–Notre-Dame-de-Grâce, la rue passe à quatre voies et devient à double sens, mais garde sa vocation résidentielle. Elle devient un peu plus passante à partir du chemin Queen Mary et plus commerciale à partir du chemin de la Côte-Sainte-Catherine.
Elle croise deux stations de métro: Côte-Sainte-Catherine et Plamondon. Elle termine à la rue de la Savane qui se trouve un peu au nord de la rue Jean-Talon.

## Origine du nom
Elle a été nommée en l'honneur de la reine Victoria du Royaume-Uni à l'occasion de son jubilé de diamant en 1897.

## Historique
Cette voie était le chemin emprunté par la famille Hurtubise et d'autres agriculteurs pour transporter leurs produits jusqu'au marché de Ville-Marie. L'avenue Victoria s'est développée au fil des ans en tant que rue commerçante et résidentielle de quartier, à la limite ouest de Westmount, tout comme l'avenue Greene à l'est.

## Bâtiments remarquables et lieux de mémoire
|  |